# Eckhard Wälzholz
Eckhard Wälzholz (* 21. Juli 1969 in Rinteln) ist ein deutscher Notar und Rechtswissenschaftler.
Wälzholz studierte Rechtswissenschaft in Freiburg und Würzburg sowie Wirtschaftswissenschaften an der Fernuniversität Hagen. Von 1992 bis 1993 war Wälzholz Bundesvorsitzender des Rings Christlich-Demokratischer Studenten.
Nach dem Referendariat und seiner Zeit als Notarassessor wurde er 2002 zum Notar in Füssen bestellt.
Wälzholz veröffentlicht regelmäßig, vor allem im Gesellschaftsrecht und Steuerrecht. Daneben ist er Mitglied im Herausgeberbeirat der MittBayNot. Er ist regelmäßig Dozent beim Deutschen Anwaltsinstitut.

## Werke
- Handbuch Pflichtteilsrecht, 2. Aufl. 2010, zerb Verlag, ISBN 978-3-935079-52-5
- Die GmbH im Gesellschafts- und Steuerrecht, 5. Aufl. 2009, Otto Schmidt Verlag, ISBN 978-3-504-32165-9
- Die Immobilie im Zivil- und Steuerrecht, Otto Schmidt Verlag, 1. Aufl. 2008, ISBN 978-3-504-25389-9
- Testamentsvollstreckung, NWB Verlag, ISBN 978-3-482-63631-8

| Personendaten    | Personendaten                             |
| ---------------- | ----------------------------------------- |
| NAME             | Wälzholz, Eckhard                         |
| KURZBESCHREIBUNG | deutscher Notar und Rechtswissenschaftler |
| GEBURTSDATUM     | 21. Juli 1969                             |
| GEBURTSORT       | Rinteln                                   |